# Baza lotnicza Nagurskoje
Baza lotnicza Nagurskoje (ros. Нагу́рское, ICAO: UODN) – baza lotnicza Sił Powietrznych Federacji Rosyjskiej, położona na Ziemi Franciszka Józefa. Nazwana na cześć polsko-rosyjskiego pioniera lotnictwa arktycznego, Jana Nagórskiego.

## Położenie
Baza lotnicza leży w obwodzie archangielskim na Ziemi Aleksandry w archipelagu Ziemia Franciszka Józefa, w granicach administracyjnych osady Nagurskoje, 1376 km na północny wschód od Murmańska.

## Historia
Nagurskoje zostało zbudowane w latach 50. XX wieku jako baza wypadowa dla sowieckich bombowców Lotnictwa Dalekiego Zasięgu, aby dotrzeć do Stanów Zjednoczonych. Było utrzymywane przez agencję rosyjskich sił powietrznych OGA (Arktyczna Grupa Kontrolna), która utrzymywała wszystkie jednostki w obszarze arktycznym. 23 grudnia 1996 roku samolot transportowy An-72 rozbił się w okolicach bazy podczas próby lądowania.
W 2015 roku na obszarze bazy znajdowało się kilka połączonych obiektów wolnostojących, takich jak magazyny paliwa, instalacje grzewcze i domy mieszkalne. Uważa się, że lotnisko jest operacyjne i utrzymywane przez FSB i zdolne do obsługi samolotów An-26 i An-72.
W 2017 roku ukończono rozbudowę bazy. Objęła ona nowy pas o długości 2500 metrów, pomieszczenia mieszkalne dla 150 żołnierzy oraz stanowiska dla floty myśliwców MiG-31 bądź Su-34.
Baza jest wykorzystywana jako jeden z punktów stacjonowania sił Zjednoczonego Dowództwa Strategicznego „Północ” oficjalnie utworzonego 1 grudnia 2014 roku.

## Drogi startowe i operacje lotnicze
Operacje lotnicze wykonywane są z betonowej drogi startowej:
- RWY 10/28, 1400 × 35 m[5]